# Rebirth (Album)
Rebirth (englisch für „Wiedergeburt“) ist das vierte Studioalbum der US-amerikanischen Sängerin Jennifer Lopez, das im Februar 2005 erschien.

## Entstehung und Veröffentlichung
Die Erstveröffentlichung von Rebirth erfolgte am 28. Februar 2005 bei Epic Records. Das Album erschien in seiner Originalausführung als CD und Download mit zwölf Titeln (Katalognummer: 519 391 2).
Geschrieben und produziert wurden die Lieder von verschiedenen Liedtextern, Komponisten und Musikproduzenten, darunter namhafte Musiker wie Marc Anthony, James Brown, Rich Harrison, Rodney Jerkins, Timothy Mosley (Timbaland) oder auch Antwan Patton. Lopez selbst war am Schreibprozess der beiden Lieder Cherry Pie und (Can’t Believe) This Is Me beteiligt.

## Titelliste
1. Get Right (Rich Harrison, James Brown) – 3:46
2. Step Into My World (Rodney Jerkins, Delisha Thomas, Fred Jerkins III, Hector Diaz) – 4:05
3. Hold You Down (mit Fat Joe) (Gregory Christopher, Gregory Bruno, Makeba Riddick, Joe Cartagena, Rooney, Larry Troutman, Billy Beck) – 4:33
4. Whatever You Wanna Do (Harrison, Delma Anthony Churchill, Harvey Fuqua, Kenneth Hawkins) – 3:49
5. Cherry Pie (Jennifer Lopez, Tim Kelley, Bob Robinson, Rooney) – 4:06
6. I Got U (Jerkins, Jerkins III, Thomas, LaShawn Daniels, Aaron Pearce) – 3:57
7. Still Around (Antwan Patton, Archie Hall, Rooney) – 3:22
8. Ryde or Die (Robert „Big Bert“ Smith, Blake English, Brandy Norwood) – 4:03
9. I, Love (Kelley, Robinson, Rooney) – 3:42
10. He’ll Be Back (Walter Millsap III, Candice Nelson, Timothy Mosley) – 4:18
11. (Can’t Believe) This is Me (Lopez, Marc Anthony, Rooney) – 4:44
12. Get Right (mit Fabolous) (Harrison, Brown) – 3:51

## Singleauskopplungen
| Jahr | Titel         | Höchstplatzierung, Gesamtwochen, AuszeichnungChartplatzierungen (Jahr, Titel, , Platzierungen, Wochen, Auszeichnungen, Anmerkungen) | Höchstplatzierung, Gesamtwochen, AuszeichnungChartplatzierungen (Jahr, Titel, , Platzierungen, Wochen, Auszeichnungen, Anmerkungen) | Höchstplatzierung, Gesamtwochen, AuszeichnungChartplatzierungen (Jahr, Titel, , Platzierungen, Wochen, Auszeichnungen, Anmerkungen) | Höchstplatzierung, Gesamtwochen, AuszeichnungChartplatzierungen (Jahr, Titel, , Platzierungen, Wochen, Auszeichnungen, Anmerkungen) | Höchstplatzierung, Gesamtwochen, AuszeichnungChartplatzierungen (Jahr, Titel, , Platzierungen, Wochen, Auszeichnungen, Anmerkungen) | Anmerkungen                                                |
| Jahr | Titel         | DE | AT | CH | UK | US | Anmerkungen                                                |
| ---- | ------------- | --- | --- | --- | --- | --- | ---------------------------------------------------------- |
| 2005 | Get Right     | DE7 (15 Wo.)DE | AT11 (17 Wo.)AT | CH3 (21 Wo.)CH | UK1 Platin · (17 Wo.)UK | US12 Gold + Gold (Mastertone) · (17 Wo.)US                                                                                          | Erstveröffentlichung: 4. Januar 2005 Verkäufe: + 2.172.000 |
| 2005 | Hold You Down | DE44 (4 Wo.)DE | — | CH44 (8 Wo.)CH | UK6 (9 Wo.)UK | US64 (8 Wo.)US | Erstveröffentlichung: 15. Februar 2005 feat. Fat Joe       |

## Rezeption
Rebirth bekam 52/100 Punkten bei Metacritic. Allmusic vergab vier von fünf Sternen und erklärte: „Musikalisch folgt Lopez ihren drei Vorgängern, dieses Album kann man schwer als Wiedergeburt bezeichnen, aber Lied für Lied hat Rebirth mehr Energie und bessere Hooks als seine Vorgänger. Es muss nicht tiefgründig sein, aber Spaß machen – nach den Misserfolgen 2003 und 2004 hat Lopez jetzt Spaß verdient.“

## Kommerzieller Erfolg

### Chartplatzierungen
Rebirth avancierte zum Nummer-eins-Album in der Schweiz und erreichte zudem diverse Top-10-Platierungen weltweit, darunter Rang zwei in den US-amerikanischen Billboard 200, wo es sich lediglich mit 261.000 verkauften Einheiten 50 Cents The Massacre geschlagen geben musste. 2005 belegte das Album die Chartspitze der türkischen Album-Jahrescharts.
| ChartsChartplatzierungen       | Höchstplatzierung | Wochen |
| ------------------------------ | ----------------- | ------ |
| Deutschland (GfK)              | 3 (13 Wo.)        | 13     |
| Österreich (Ö3)                | 5 (10 Wo.)        | 10     |
| Schweiz (IFPI)                 | 1 (11 Wo.)        | 11     |
| Vereinigte Staaten (Billboard) | 2 (17 Wo.)        | 17     |
| Vereinigtes Königreich (OCC)   | 8 (13 Wo.)        | 13     |

| ChartsJahrescharts (2005)      | Platzierung |
| ------------------------------ | ----------- |
| Deutschland (GfK)              | 96          |
| Schweiz (IFPI)                 | 61          |
| Vereinigte Staaten (Billboard) | 95          |

### Auszeichnungen für Musikverkäufe
Laut Quellen verkaufte sich das Album weltweit über drei Millionen Mal, davon sind über 1,5 Millionen Einheiten mit Schallplattenauszeichnungen belegt.
| Land/Region                  | Auszeichnungen für Musikverkäufe (Land/Region, Auszeichnung, Verkäufe) | Verkäufe  |
| ---------------------------- | ---------------------------------------------------------------------- | --------- |
| Australien (ARIA)            | Gold                                                                   | 35.000    |
| Frankreich (SNEP)            | Gold                                                                   | 100.000   |
| Irland (IRMA)                | Gold                                                                   | 7.500     |
| Japan (RIAJ)                 | Platin                                                                 | 200.000   |
| Kanada (MC)                  | Platin                                                                 | 100.000   |
| Schweiz (IFPI)               | Gold                                                                   | 15.000    |
| Ungarn (MAHASZ)              | Gold                                                                   | 10.000    |
| Vereinigte Staaten (RIAA)    | Platin                                                                 | 1.000.000 |
| Vereinigtes Königreich (BPI) | Gold                                                                   | 100.000   |
| Insgesamt                    | 6× Gold · 3× Platin ·                                                  | 1.567.500 |

Hauptartikel: Jennifer Lopez/Auszeichnungen für Musikverkäufe